# Pokémon: Mewtwo Returns
Pokémon: Mewtwo Returns (El retorno de Mewtwo) en Estados Unidos, conocida en Japón como  (Myūtsū! Ware wa koko ni ari ミュウツー！我ハココニ在リ?, lit. "¡Mewtwo! Estoy aquí") es un episodio especial de televisión del anime Pokémon. fue estrenado entre los episodios 180 y 181, el 30 de diciembre del 2000. En Estados Unidos fue lanzado en VHS y DVD el 4 de diciembre de 2001. 
En la versión doblada de Estados Unidos, los DVD incluyen un corto de 10 minutos llamado The Origin of Mewtwo (El origen de Mewtwo), un prólogo de la película principal Mewtwo Strikes Back, que dura 75 minutos. Sin embargo, en la versión estadounidense de la película, 4Kids omitió el corto The Origin of Mewtwo debido a que su argumento era muy oscuro. 

## Argumento
Giovanni, el líder del Equipo Rocket ha encontrado a Mewtwo en una zona remota de la región Johto. Por otro lado, Ash y sus amigos llegan al cañón Pureza pero debido a que no lograron conseguir el autobús a tiempo, ellos deciden quedarse en la casa de Luna Carson. Cullen Calix, un investigador de medicina acompañado de una chica llamada Domino que supuestamente trabaja para el Centro Pokémon, llegan a casa de Luna para pasar la noche, sin embargo por una intervención del Equipo Rocket, Pikachu es raptado por lo que Ash y los demás van detrás de ellos. Luego de localizar a Mewtwo y avisar al escuadrón de combate del Equipo Rocket, Domino revela a todos que es un agente del Equipo Rocket conocida como 009. 
Mewtwo al darse cuenta del peligro que se avecinaba, decide enfrentarse a Giovanni y el Equipo Rocket. La situación de la batalla se convierte en un enfrentamiento entre la voluntad de Mewtwo y Giovanni. Mewtwo queda debilitado pero Ash lleva al pokémon al manantial del cañón Pureza para recuperar sus fuerzas. Luego de derrotar al Equipo Rocket, al igual que en la primera película, Mewtwo borra los recuerdos de todos a excepción de Ash y sus amigos y que a su vez decide irse a otro lugar a vivir con el grupo de pokémon clonados.

## Personajes
| - Ash Ketchum - Pikachu - Misty - Brock | - Jessie - James - Meowth - Giovanni |

### Personajes exclusivos

#### Mewtwo
Seiyū: Masachika Ichimura. Actor de doblaje: Enrique Mederos Flores (†) (México)
Mewtwo  (ミュウツー Myūtsū?), es el resultado de un experimento de la clonación del pokémon Mew. Al saber sobre su origen, decide crear un malévolo plan para deshacerse de los humanos. Luego de los eventos de la película Mewtwo Strikes Back, Mewtwo llega al cañón Pureza de la región Johto, lugar en donde el y los pokémon clonados puedan vivir en paz alejados de los humanos. Sin embargo, Giovanni logra encontrar su paradero con el fin de volverlo a capturar.

#### Domino
Seiyū: Kotono Mitsuishi. Actor de doblaje: Christine Byrd (México)
Domino  (ドミノ?  conocida también como 009 y Tulipán negro) una chica que se hacía pasar por una trabajadora del centro pokémon pero que en realidad es un agente del Equipo Rocket y ayudó a Giovanni a localizar a Mewtwo.

#### Cullen Calix
Seiyū: Rikiya Koyama. Actor de doblaje: Carlos Hugo Hidalgo (México)
Cullen Calix, conocido en Japón como  (ペニシリーナ Penicillina?) un investigador de ciencias que llega al cañón Pureza para realizar investigaciones sobre el manantial de dicho lugar.

#### Luna Carson
Seiyū: Aya Hisakawa. Actor de doblaje: Liliana Barba (México)
Luna Carson (ルナ・カーソン?) una investigadora pokémon que vive en el cañón Pureza. Al final, ella y Cullen deciden quedarse en el cañón Pureza para seguir con sus investigaciones ya que ambos tienen gustos en común.

## Música
Estos son las canciones usadas como tema de apertura y clausura del especial que únicamente aparecen en la versión original, 
Tema de apertura (opening)
- "OK!" por Rica Matsumoto

Tema de cierre (ending)
- "To My Best Friend" (ぼくのベストフレンドへ Boku no Besuto Furendo e?) por Iawasaki Hiromi